# Cagiva F4
La Cagiva F4 è un prototipo di motocicletta da competizione sviluppato della casa italiana Cagiva, in collaborazione con Ferrari, tra il 1995 e il 1996. Il nome deriva dalla «F» di Ferrari, produttore di motore e telaio, e dal «4» riferito al numero dei cilindri.
Questa moto da competizione era stata progettata dal marchio varesino in funzione del Campionato mondiale Superbike, tuttavia non superò mai lo stadio prototipale; ciò nonostante il progetto, successivamente rivisto, prefigurò la MV Agusta F4.

## Descrizione
Claudio Castiglioni, nella prima metà degli anni 1990 patron di un gruppo motociclistico che, oltre a Cagiva, comprendeva anche Ducati, Moto Morini e Husqvarna, spinse per la realizzazione di una moto che potesse porsi al vertice delle 4 cilindri nel Mondiale Superbike, categoria in cui già primeggiava con Ducati grazie alle sue 2 cilindri desmodromiche.
Il progetto nacque fin dal principio come molto ambizioso. Su tutti, per lo sviluppo del propulsore, Cagiva si rivolse a Ferrari, ottenendo da Piero Ferrari l'apporto dei motoristi di Maranello: l'unità da 750 cm³ nacque quindi con soluzioni esclusive per l'epoca, come la disposizione delle valvole radiali ereditata dai propulsori Ferrari, prima azienda ad adottare tale concetto, e il cambio estraibile, direttamente derivato dalle coeve Cagiva da Gran Prix; quest'ultima una soluzione alquanto pregiata per un mezzo destinato alla guida su strada e difatti quasi assente su altre moto pure di eguale fattura. Il peso complessivo era di 186 kg. Proprio l'iniziale collaborazione sull'asse Varese-Maranello fu da spunto per il nome del prototipo, F4, con la «F» a richiamare la Ferrari e il «4» la natura quadricilindrica del mezzo.

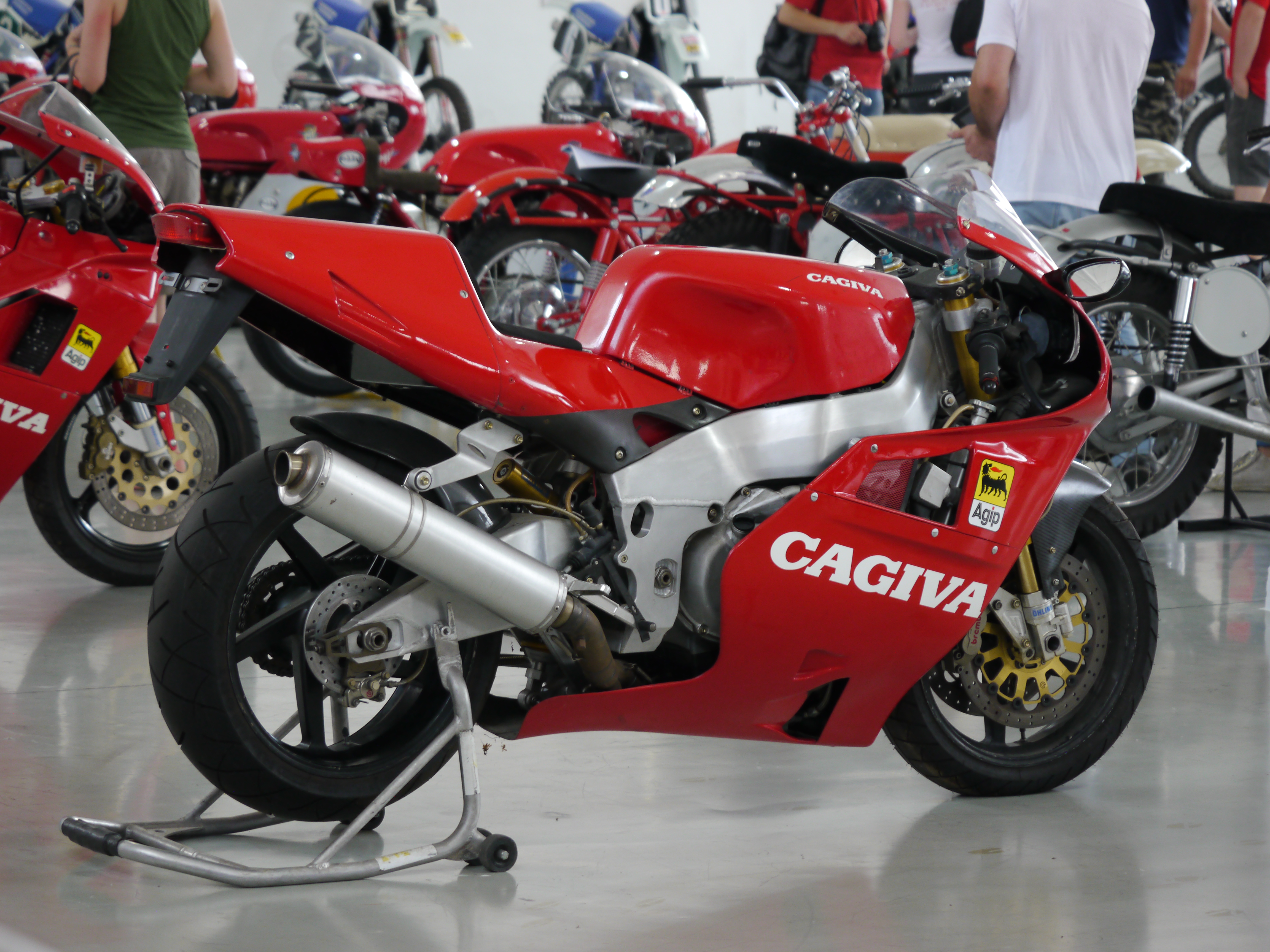
Vista posteriore

Sul piano dello stile, a Massimo Tamburini, all'epoca direttore del Centro Ricerche Cagiva e già dietro all'acclamata Ducati 916, venne affidato il compito di disegnare una moto stradale che ricalcasse le linee filanti della contemporanea Cagiva C594, prototipo da corsa messo in pista dalla casa varesina nella classe 500 del motomondiale, ritenuta la più bella moto da competizione della sua generazione nonché tra le più affascinanti di sempre. Tamburini riprese quasi in toto carenatura, cupolino, sella e codone della C594, aggiungendo solo – in maniera non ancora definitiva – un doppio faro anteriore (adattato dalla enduro Canyon) e un proiettore posteriore sul codone, al posto dei due scarichi superiori, questi sostituiti da un unico terminale sul lato destro del forcellone; nel cupolino, oltre alla caratteristica presa d'aria centrale con traversino, mutuata anch'essa dalla C594, trovarono posto due sfoghi addizionali ai lati, verosimilmente dalla pura funzione estetica.
Nonostante gli sforzi sostenuti, la F4 non arrivò mai alla produzione in serie, fermandosi alla fase di test; questi svolti dapprima sottotraccia (quando la rivista statunitense Cycle World sorprese lo strano muletto di una Ducati 851), e poi in maniera ufficiale nel 1995 presso il circuito del Mugello. Nel frattempo, infatti, da una parte sorsero problemi finanziari in seno a Cagiva, a causa degli ingenti investimenti sostenuti negli anni precedenti nel motomondiale, e dall'altra ci fu un passo indietro di Ferrari, insoddisfatta delle prestazioni del propulsore e, soprattutto, non più interessata ad associare il suo marchio a un mezzo a due ruote.
Quello che sembrava un progetto ormai abortito, rinacque tuttavia pochi anni dopo sfruttando il blasone di MV Agusta, marchio di cui Castiglioni era entrato in possesso fin dal 1991. Una volta rivista nella parte ciclistica e soprattutto estetica, in quest'ultimo caso ancora sotto la matita di Tamburini, la Cagiva F4 fece da base per la nascita, nel 1998, della MV Agusta F4.